# Homoranthus porteri
Homoranthus porteri là một loài thực vật có hoa trong Họ Đào kim nương. Loài này được (C.T.White) Craven & S.R.Jones mô tả khoa học đầu tiên năm 1991.